# Marlehn Thieme

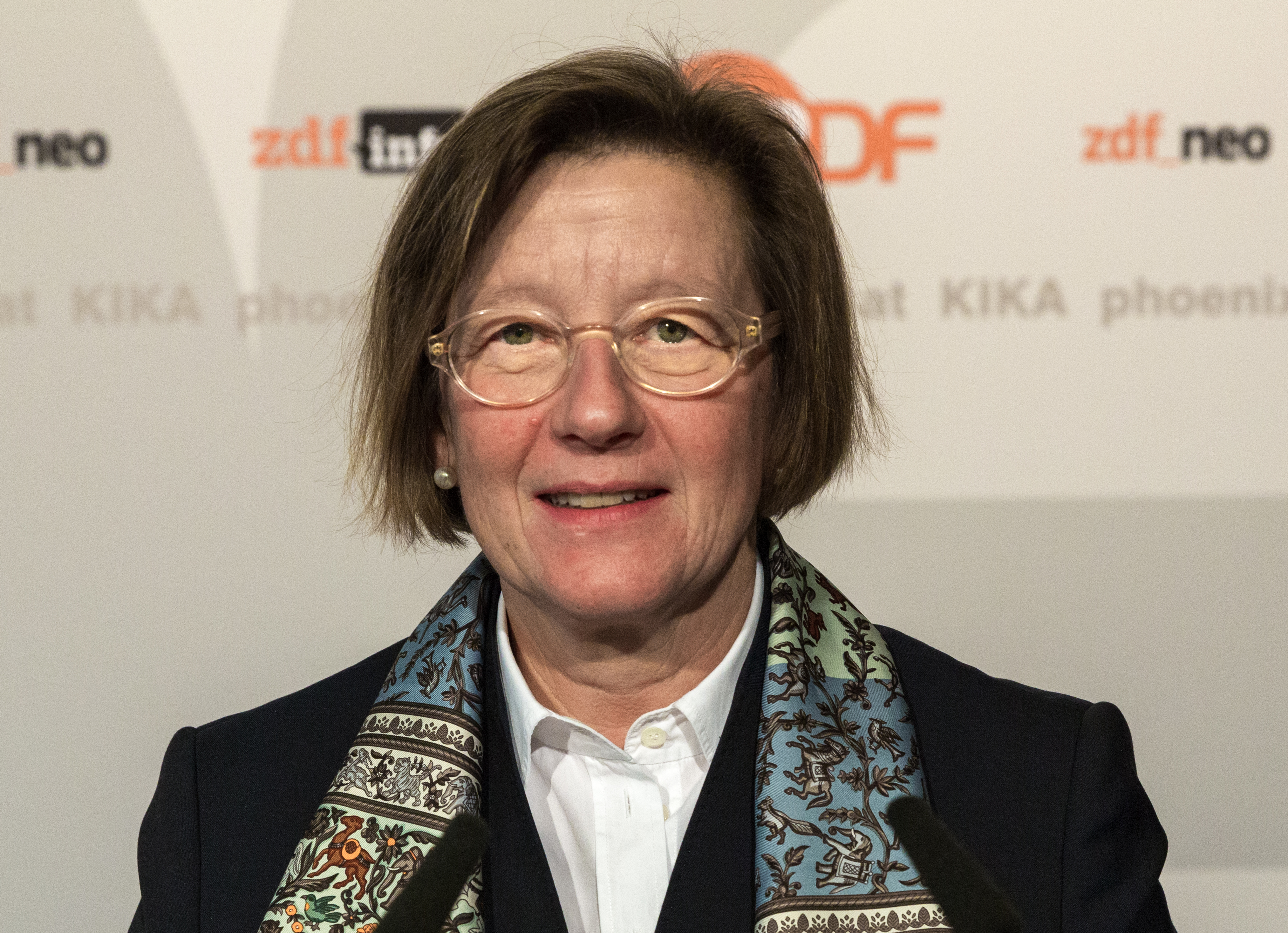
Marlehn Thieme, 2016

Marlehn Thieme, geb. Dohse, (* 29. März 1957 in Lübeck) ist eine deutsche Juristin. Sie ist Präsidentin der Welthungerhilfe. Von 2016 bis 2024 war sie Vorsitzende des ZDF-Fernsehrates.

## Werdegang
Thieme besuchte zwischen 1964 und 1967 in Lübeck die Volksschule am Stadtpark und von 1967 bis 1976 das Katharineum zu Lübeck, das sie mit Abitur abschloss. Von 1976 bis 1982 studierte sie Rechtswissenschaften an den Universitäten Freiburg und Bonn. Ihre Referendariatszeit verbrachte sie am Oberlandesgericht Hamburg. Schließlich legte sie 1986 das 2. juristische Staatsexamen ab.
Von 1986 an durchlief sie eine Traineeausbildung bei der Deutschen Bank und war danach als Projektmitarbeiterin und -leiterin in der Zentralen Personalabteilung des Bankhauses in Frankfurt tätig. Von 1995 bis 2001 war sie die Geschäftsführerin der Deutsche Bank Stiftung Alfred Herrhausen „Hilfe zur Selbsthilfe“. 2001 wechselte sie als Leiterin Marketing Nachlass- und Stiftungsmanagement in die Abteilung Private Banking, 2003 als Stellvertretende Leiterin Marketing und Kommunikation in die Abteilung Privat Wealth Management. 2005–2013 war sie für Corporate Social Responsibility im Konzern zuständig und gehört dem Aufsichtsrat des Unternehmens an. 2015 wurde sie Aufsichtsratsvorsitzende der Bank für Kirche und Diakonie eG – KD-Bank.

### Ehrenamtliche Tätigkeiten
Über ihren beruflichen Wirkungskreis hinaus tritt Thieme durch die Übernahme ehrenamtlicher Tätigkeiten hervor. Seit 2003 ist sie Mitglied des Rates der Evangelischen Kirche in Deutschland (EKD) und gehört als deren Vertreterin seit dem 9. Juli 2004 dem ZDF-Fernsehrat an, dessen Vorsitz sie vom 8. Juli 2016 bis zum 5. Juli 2024 innehatte. Von 2005 bis 2020 war sie Mitglied im Rat für Nachhaltige Entwicklung, den sie von 2015 bis Nov. 2019 als Vorsitzende leitete. Seit 2007 berät sie die Bundesregierung zur Fortentwicklung ihrer Strategien zur Nachhaltigkeit. Zudem gehört sie dem Vorstand des Arbeitskreises Evangelischer Unternehmer an. Am 22. November 2018 wurde Thieme zur Präsidentin der Welthungerhilfe gewählt.
2024 wurde ihr das Bundesverdienstkreuz am Bande verliehen.

## Familie
Marlehn Thieme ist mit dem Rechtsanwalt Hinrich Thieme verheiratet und hat zwei Töchter.

## Kritik an Raucher-Szenen
Als Vorsitzende des ZDF-Fernsehrates hat sich Marlehn Thieme Anfang 2018 in die verstärkte öffentliche Kritik an Raucher-Szenen in Film und TV-Sendungen eingeschaltet und damit den Appell der Drogenberaterin der Bundesregierung Marlene Mortler unterstützt. In einem Interview betonte Thieme: „Dem Fernsehrat ist es seit jeher ein Anliegen, dass das Konsumieren von Suchtmitteln in den ZDF-Programmen niemals vorbildlich wirken oder zur Nachahmung anregen darf. So formulieren es auch unmissverständlich die vom Fernsehrat beschlossenen ZDF-Richtlinien.“ Darin heißt es: „Die Wirkung der Sendungen und Telemedienangebote auf Jugendliche ist zu berücksichtigen.“ Es sei ihr bestätigt worden, „dass das ZDF in einigen Serien bewusst vollständig auf rauchende Charaktere verzichte“. Thieme wies darauf hin, dass die Stiftung Deutsche Krebshilfe und das Aktionsbündnis Nichtrauchen das ZDF für die Krimiserien Wilsberg, SOKO Leipzig und Die Rosenheim-Cops bereits mit dem „Rauchfrei-Siegel“ auszeichneten.